# I Love New York

Logo I Love New York

I Love New York (zapis stylizowany: I ❤ NY) – slogan i logo, które są podstawą kampanii reklamowej stanu Nowy Jork i miasta Nowy Jork. Wzór zaprojektował w 1977 roku artysta grafik, Milton Glaser. Stworzył go na potrzeby kampanii promującej turystykę w stanie Nowy Jork.
Emblemat stosowany jest od 1977 roku w celu promowania lokalnego rynku turystycznego. Właścicielem praw autorskich do logo jest agencja rozwoju gospodarczego stanu Nowy Jork (ESD). W 2015 roku prawie połowa licencjobiorców programu promocyjnego I Love New York miała siedzibę na terenie stanu Nowy Jork.
W 2020 roku slogan wciąż widoczny jest na niemal wszystkich pamiątkach turystycznych pochodzących z Nowego Jorku.

## Historia
Symbol stanu i miasta jest jednym z najsłynniejszych dzieł Miltona Glasera. Zaprojektowanie logo zlecił mu departament turystyki stanu Nowy Jork. W związku z czym nie jest to tylko logo dotyczące miasta Nowy Jork, ale przede wszystkim stanu. Mimo tego wiele osób uważa, że slogan odnosi się wyłącznie do miasta.
Projekt grafiki wykonał nieodpłatnie dla władz stanu. Naszkicował go na odwrocie koperty, kiedy przemieszczał się taksówką. Logo miało być wykorzystane jedynie podczas krótkiej kampanii reklamowej. Po latach stało się fenomenem kultury popularnej.

## Popularność

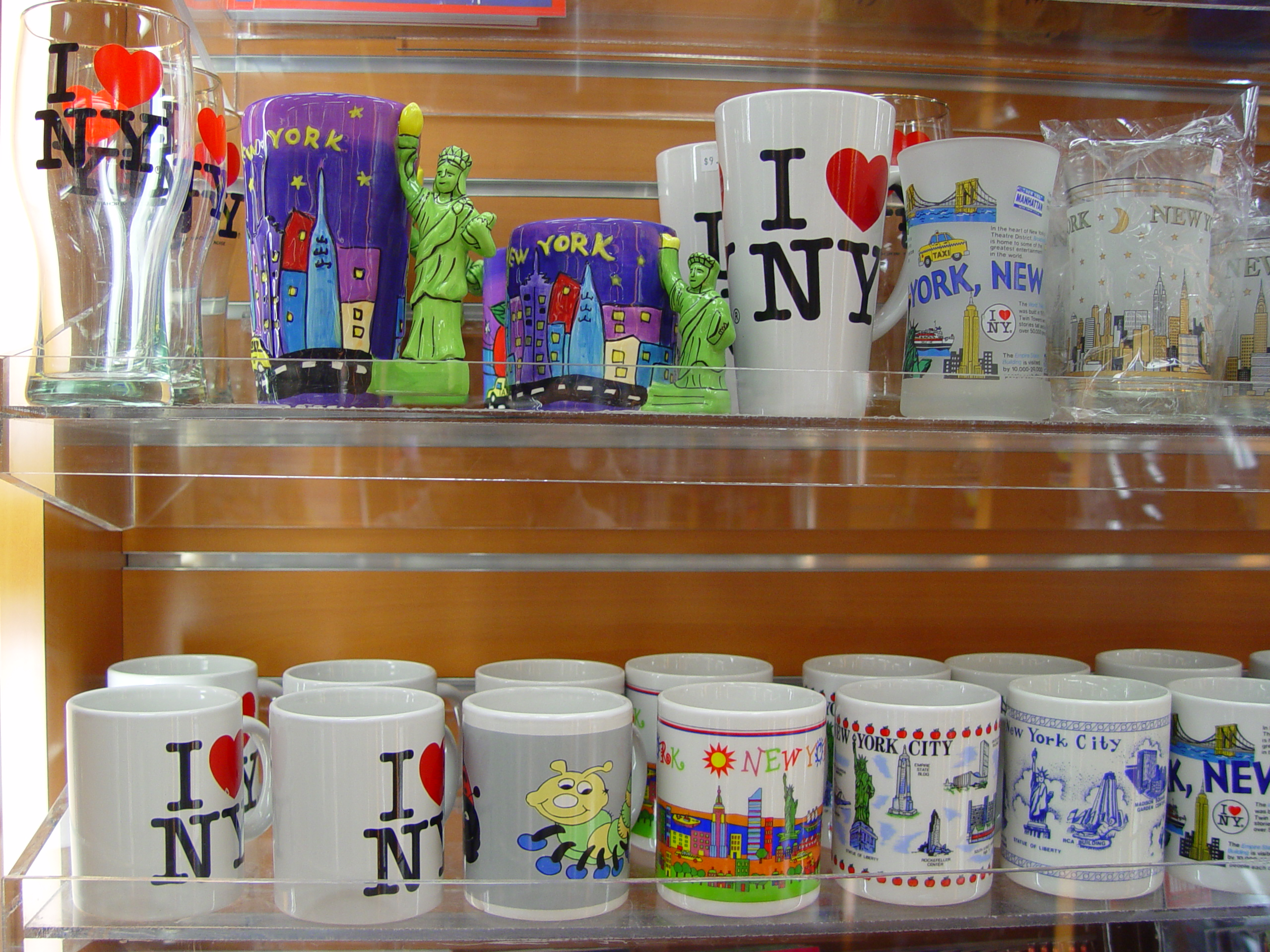
Pamiątki turystyczne, m.in. kubki i szklanki z logo I❤NY

Na terenie nowojorskiego stanu bardzo modne są t-shirty z umieszczonym na nich sloganem. Grafika wykorzystywana jest też poprzez m.in. materiały drukowane oraz tradycyjne pamiątki. W 2017 roku ten emblemat z trzema czarnymi literami i czerwonym symbolem serca nadal był używany w celach promocyjnych przez lokalny departament turystyki.
Zamachy z 11 września
Logo stało się szczególnie eksponowane po atakach na Nowy Jork, których dokonano 11 września 2001 roku. Spowodowały one poczucie jedności wśród mieszkańców miasta. Wielu odwiedzających miasto po tym tragicznym wydarzeniu kupiło i nosiło koszulki z logo z napisem I Love New York, co miało być oznaką wsparcia wobec lokalnej społeczności.
Dla upamiętnienia tych ataków Glaser stworzył zmodyfikowaną wersję sloganu, którego treść brzmiała: I Love NY More Than Ever. Na sercu widniała mała czarna plama symbolizującą miejsce World Trade Center, która wskazywała lokalizację zburzonego kompleksu budynków na dolnym Manhattanie. Plakat opublikowany został w nowojorskim dzienniku „Daily News”. Miał pomóc w pozyskiwaniu środków finansowych dla nowojorskich organizacji charytatywnych wspierających osoby dotknięte przez ataki terrorystyczne. Na dole plakatu dodano tekst, który miał zachęcać ludzi do bycia hojnym.